# Grande Prêmio da Hungria de 2003
Resultados do Grande Prêmio da Hungria de Fórmula 1 (oficialmente XIX Marlboro Magyar Nagydíj) realizado em Hungaroring em 24 de agosto de 2003. Décima terceira etapa da temporada, foi vencido pelo espanhol Fernando Alonso, da Renault, com Kimi Räikkönen em segundo pela McLaren-Mercedes e Juan Pablo Montoya em terceiro pela Williams-BMW.

## Resumo
- Primeira vitória de Fernando Alonso na Fórmula 1 e de um piloto espanhol na categoria.
- Primeira vitória da equipe Renault desde o Grande Prêmio da Áustria de 1983 com Alain Prost.
- Ralph Firman sofreu um violento acidente durante o primeiro treino livre, depois que sua Jordan perdeu o aerofólio traseiro entre as curvas 3 e 4, decolou na área de escape e atingiu a barreira de pneus, danificando também o guard-rail[3]. Levado ao centro médico do circuito, foi impedido de participar da corrida, sendo substituído por Zsolt Baumgartner, que tornou-se o primeiro piloto do Leste Europeu a disputar uma prova de Fórmula 1 e o segundo húngaro a pilotar um carro da categoria (o primeiro havia sido Csaba Kesjár, em 1987)[4].

## Classificação

### Treinos oficiais
| Pos.   | Nº | Piloto                | Equipe           | Q1        | Q2       | Dif.    |
| ------ | -- | --------------------- | ---------------- | --------- | -------- | ------- |
| 1      | 8  | Fernando Alonso       | Renault          | 1:22.953  | 1:21.688 | —       |
| 2      | 4  | Ralf Schumacher       | Williams-BMW     | 1:22.413  | 1:21.944 | + 0.256 |
| 3      | 14 | Mark Webber           | Jaguar-Cosworth  | 1:22.625  | 1:22.027 | + 0.339 |
| 4      | 3  | Juan Pablo Montoya    | Williams-BMW     | 1:23.305  | 1:22.180 | + 0.492 |
| 5      | 2  | Rubens Barrichello    | Ferrari          | 1:22.892  | 1:22.180 | + 0.492 |
| 6      | 7  | Jarno Trulli          | Renault          | 1:22.358  | 1:22.610 | + 0.922 |
| 7      | 6  | Kimi Räikkönen        | McLaren-Mercedes | 1:23.695  | 1:22.742 | + 1.054 |
| 8      | 1  | Michael Schumacher    | Ferrari          | 1:23.430  | 1:22.755 | + 1.067 |
| 9      | 5  | David Coulthard       | McLaren-Mercedes | 1:22.786  | 1:23.060 | + 1.372 |
| 10     | 20 | Olivier Panis         | Toyota           | 1:22.986  | 1:23.369 | + 1.681 |
| 11     | 9  | Nick Heidfeld         | Sauber-Petronas  | 1:23.482  | 1:23.621 | + 1.933 |
| 12     | 15 | Justin Wilson         | Jaguar-Cosworth  | 1:24.343  | 1:23.660 | + 1.972 |
| 13     | 11 | Giancarlo Fisichella  | Jordan-Ford      | 1:24.725  | 1:23.726 | + 2.038 |
| 14     | 17 | Jenson Button         | BAR-Honda        | 1:24.313  | 1:23.847 | + 2.159 |
| 15     | 21 | Cristiano da Matta    | Toyota           | 1:55.138  | 1:23.982 | + 2.294 |
| 16     | 16 | Jacques Villeneuve    | BAR-Honda        | 1:24.333  | 1:24.100 | + 2.412 |
| 17     | 10 | Heinz-Harald Frentzen | Sauber-Petronas  | 1:23.660  | 1:24.569 | + 2.881 |
| 18     | 19 | Jos Verstappen        | Minardi-Cosworth | 1:26.052  | 1:26.423 | + 4.735 |
| 19     | 12 | Zsolt Baumgartner     | Jordan-Ford      | sem tempo | 1:26.678 | + 4.990 |
| 20     | 18 | Nicolas Kiesa         | Minardi-Cosworth | 1:27.023  | 1:28.907 | + 7.219 |
| Fonte: |    |                       |                  |           |          |         |

### Corrida
| Pos.   | Nº | Piloto                | Construtor       | Voltas | Tempo/Diferença    | Grid | Pontos |
| ------ | -- | --------------------- | ---------------- | ------ | ------------------ | ---- | ------ |
| 1      | 8  | Fernando Alonso       | Renault          | 70     | 1:39:01.460        | 1    | 10     |
| 2      | 6  | Kimi Räikkönen        | McLaren-Mercedes | 70     | + 16.768           | 7    | 8      |
| 3      | 3  | Juan Pablo Montoya    | Williams-BMW     | 70     | + 34.537           | 4    | 6      |
| 4      | 4  | Ralf Schumacher       | Williams-BMW     | 70     | + 35.620           | 2    | 5      |
| 5      | 5  | David Coulthard       | McLaren-Mercedes | 70     | + 56.535           | 9    | 4      |
| 6      | 14 | Mark Webber           | Jaguar-Cosworth  | 70     | + 1:12.643         | 3    | 3      |
| 7      | 7  | Jarno Trulli          | Renault          | 69     | + 1 volta          | 6    | 2      |
| 8      | 1  | Michael Schumacher    | Ferrari          | 69     | + 1 volta          | 8    | 1      |
| 9      | 9  | Nick Heidfeld         | Sauber-Petronas  | 69     | + 1 volta          | 11   |        |
| 10     | 17 | Jenson Button         | BAR-Honda        | 69     | + 1 volta          | 14   |        |
| 11     | 21 | Cristiano da Matta    | Toyota           | 68     | + 2 voltas         | 15   |        |
| 12     | 19 | Jos Verstappen        | Minardi-Cosworth | 67     | + 3 voltas         | 18   |        |
| 13     | 18 | Nicolas Kiesa         | Minardi-Cosworth | 66     | + 4 voltas         | 20   |        |
| Ret    | 10 | Heinz-Harald Frentzen | Sauber-Petronas  | 47     | Pane seca          | 17   |        |
| Ret    | 15 | Justin Wilson         | Jaguar-Cosworth  | 42     | Motor              | 12   |        |
| Ret    | 12 | Zsolt Baumgartner     | Jordan-Ford      | 34     | Motor              | 19   |        |
| Ret    | 20 | Olivier Panis         | Toyota           | 33     | Câmbio             | 10   |        |
| Ret    | 11 | Giancarlo Fisichella  | Jordan-Ford      | 28     | Motor              | 13   |        |
| Ret    | 2  | Rubens Barrichello    | Ferrari          | 19     | Suspensão/Acidente | 5    |        |
| Ret    | 16 | Jacques Villeneuve    | BAR-Honda        | 14     | Pane hidráulica    | 16   |        |
| Fonte: |    |                       |                  |        |                    |      |        |

## Tabela do campeonato após a corrida
| Pos.   | Piloto             | Pontos |
| ------ | ------------------ | ------ |
| 1      | Michael Schumacher | 72     |
| 2      | Juan Pablo Montoya | 71     |
| 3      | Kimi Räikkönen     | 70     |
| 4      | Ralf Schumacher    | 58     |
| 5      | Fernando Alonso    | 54     |
| Fonte: |                    |        |

| Pos.   | Equipe           | Pontos |
| ------ | ---------------- | ------ |
| 1      | Williams-BMW     | 129    |
| 2      | Ferrari          | 121    |
| 3      | McLaren-Mercedes | 115    |
| 4      | Renault          | 78     |
| 5      | BAR-Honda        | 15     |
| Fonte: |                  |        |

- Nota: Somente as primeiras cinco posições estão listadas.